# Ordre Nouveau
Ordre Nouveau (Ordre nou) fou un moviment ultradretà neofeixista creat el 15 de desembre de 1969 a França, que es va dissoldre el 1973 en integrar-se al Front Nacional francès.

## Història
La desaparició d'Occident va comportar la creació de molts grups reduïts en competència, com per exemple el sindicat estudiantil Groupe Union Droit (GUD, que es convertiria en Groupe Union Defense), impulsat per Alain Robert, i el grup editorial de la revista L'Élite Européenne. Van ser aquests dos darrers grups els que van reunir uns 150 activistes per formar un moviment unitari, que van optar per anomenar Nou Ordre (Ordre Nouveau) el desembre de 1969. Promovien l'adveniment d'un nou ordre en l'àmbit social, econòmic i cultural.
El nom recordava el Centre d'Estudis Italià del Nou Ordre fundat el 1956 per Pino Rauti. El símbol adoptat va ser la creu celta, símbol molt difós a Irlanda, Escòcia i Anglaterra, que significa les arrels profundes i cristianes de la vella Europa. L'oficina parisenca es trobava a uns centenars de metres de la Sorbona, davant del barri llatí i precisament al número 8 de la rue des Lombards, la porta era d'acer negre blindada amb una gran creu celta blanca, marcada per les incursions i les flames de còctels Molotov.
El primer president fou l'advocat Jean-François Galvaire (qui va treballar per a Roland Gaucher, un membre anterior del Ral·li Popular Nacional). Després de la sortida de Jean-François Galvaire, el maig 1970, la següent junta va incorporar a Emmanuel Allot (François Brigneau), Jacques Charasse, François Duprat, Louis Ecorcheville, Gabriel Jeantet, Claude Joubert, Paul Léandri, Hugues Leclère, Jean-Claude Nourry i Alain Robert. L'acte públic més gran es va celebrar al palau dels Esports el 9 de març de 1971 amb la manifestació inflamada de François Brigneau.
El juny de 1972, Ordre Nouveau es va unir amb el moviment de Jean-Marie Le Pen en el Front Nacional, buscant una finestra política per poder presentar-se a les eleccions legislatives de 1973. José Bruneau de La Salle es va unir al nou projecte polític, mentre que Jean-Claude Nourry, Patrice Janeau i Michel Bodin van deixar el moviment. El 5 d'octubre de 1972 el Front Nacional va ser creat formalment.
El 21 de juny de 1973 els militants d'Ordre Nouveau van assistir a un aplec amb el lema "Halte à l'immigration sauvage" (Aturem la immigració incontrolada), on van xocar violentament amb els membres de la Lliga Comunista Revolucionària. Aquest fet va portar a la prohibició d'ambdues organitzacions pel llavors ministre d'Interior Raymond Marcellin. Alguns membres d'Ordre Nouveau (François Brigneau, Gabriel Jeantet, Alain Robert, José Bruneau de la Salle) van fundar llavors el Parti des Forces Nouvelles.